# Ceratozetes petrovi
Ceratozetes petrovi är en kvalsterart som beskrevs av Kulijev 1962. Ceratozetes petrovi ingår i släktet Ceratozetes och familjen Ceratozetidae. Inga underarter finns listade i Catalogue of Life.